# Театральный Бой (конкурс)
Шоу-проект «Театральный Бой» — крупный уникальный российский театральный проект, который включает в себя серию подпроектов: «Театральный Бой. Классика», «Театральный Бой. Король Импровизации», «Театральные Бои. Видеолига», шоу талантов актеров «Театральный Бой», «Театральный Бой. Битва режиссёров». Основа проекта — состязание (конкурс) актеров как в подготовленных драматических миниатюрах, так и в жанре импровизации.
Появился в Санкт-Петербурге в 2007 г.
«Театральный Бой» — проект, который дает возможность молодым и неизвестным пока актерам, выпускникам театральных вузов показать себя широкой аудитории зрителей.
Все началось с идеи создания динамичного конкурса любительских театров в нетипичном для классического театра формате. Эта идея принадлежит студентам Северо-Западной Академии Государственной Службы (СЗАГС, ныне РАНХиГС) Ирине Молоковой и Юлии Минажевой — артистам театра-студии «М-арТ», поэтому организатором конкурса первоначально выступила академия.
Уже в 2008 году конкурс вырос до общегородского масштабного события, и к его подготовке стали привлекаться различные организации: Комитет по молодёжной политике и взаимодействию с общественными организациями, Комитет по культуре Санкт-Петербурга, Санкт-Петербургская общественная организация содействия культурному развитию и социализации молодёжи "Центр «КУРС».

### Авторы конкурса
Молокова Ирина Александровна (выпускница СЗАГС),
Минажева Юлия Романовна (выпускница СЗАГС).
С 2010 года неизменным ведущим шоу-программ является Николай Шереметов.

## Формат конкурса
«Театральный Бой» — состязание театральных трупп и отдельных актеров. Уникальность проекта заключается в сочетании классического театра (в виде театральных этюдов и миниатюр) с форматом «нетеатрального» шоу. Участники демонстрируют театральные номера в нескольких раундах, а члены жюри поднимают после каждого раунда оценки. Отдельные раунды-задания каждый год изменяются.

### Примеры раундов
- театрализованная визитная карточка участников, либо театральные зачины на заданную стилистикой боя тему,
- театральная фантазия по мотивам картины известного художника («Ожившая картина») либо драматический отрывок из классических произведений в разных стилях («Сон в летнюю ночь» У. Шекспира в стилях бродвейского мюзикла или ток-шоу, «Гамлет» в стилях вестерна или индийской мелодрамы, «Ромео и Джульетта» в стиле бондианы или диснеевского мультфильма и т. д.),
- стихотворная импровизация в смене предлагаемых обстоятельств (отыгрывание предлагаемых членами жюри обстоятельств стихами заранее подготовленного стихотворения),
- отрывки драматических спектаклей, пластические композиции, эстрадные и драматические миниатюры и др.

Шоу-программа конкурса проходит в определённой боевой стилистике: боксёрский бой, рыцарский турнир, гладиаторский поединок, социалистическая революция и т. д.
Подобных проектов в России не существует. Нестандартный для театра формат является востребованным и интересным, поскольку даёт зрителю широкое разнообразие жанров и стилей в течение одного вечера.

## История развития конкурса
Впервые «Театральный Бой» состоялся 9 апреля 2007 года в Санкт-Петербургском государственном академическом театре им. Ленсовета. Система судейства была построена таким образом, что каждая команда приводила своего члена жюри, который не мог оценивать свою команду. Однако такая система сразу оказалась неэффективной, поскольку некоторые жюри, не имея возможности голосовать за своих подопечных, ставили остальным участникам сильно заниженные оценки. В следующие годы весь состав судей комплектовался уже оргкомитетом конкурса. И с самого начала в жюри входили только известные и уважаемые представители петербургской сцены. Связано это было с необходимость получения молодёжными театрами компетентного и авторитетного мнения в отношении уровня своего мастерства. Однако все годы, начиная с 2007 года и по настоящее время неизменным председателем жюри является народный артист России Иван Иванович Краско.
Кроме того, для открытия конкурса приглашаются известные и оригинальные творческие коллективы. Например, частым гостем «Театрального Боя» являлся Санкт-Петербургский театр пластики рук Hand Made.
В 2008 и 2009 годах конкурс проводился в Учебном театре на Моховой. И когда количество зрителей превысило количество посадочных мест, и гостей пришлось сажать по 1,5 человека на место (в театре не стулья, а скамейки), «Театральный Бой» переехал в 2010 году в Театр юных зрителей имени А. А. Брянцева, где и проводится ежегодно (исключение составил 2011 год).
В 2010 году Комитет по молодёжной политике и взаимодействию с общественными организациями Санкт-Петербурга, под чьим патронажем находился конкурс, порекомендовал конкурс в качестве площадки для постановки дипломной режиссёрской шоу-программы выпускнице кафедры режиссуры массовых праздников Санкт-Петербургского университета культуры и искусств. С тех пор «Театральный Бой» стал уделять особо тщательное внимание шоу-программе вокруг выступления участников, которая поднялась на новый качественный уровень. Открытие и закрытие конкурса стали яркими театральными инсталляциями, ведущие в образах, соответствующих общей концепции, разыгрывали интермедии, оформление и стилизация вышли за пределы зала: теперь зрители уже в фойе попадают в вымышленный мир «Театрального Боя».
Также с этого года официально присуждается званием «Лучший актёр» и «Лучшая актриса» Боя, а также проводится голосование среди зрителей на Приз зрительских симпатий, который с 2011 года получает своё постоянное название «Народная любовь».
В 2011 году в рамках «Театральный Бой» была организована целая школа, в рамках которой прошли мастер-классы и творческие встречи с известными и авторитетными артистами по актёрскому мастерству (художественный руководитель Санкт-Петербургского молодёжного театра на Фонтанке народный артист Семён Спивак, актёр театра и кино, режиссёр заслуженный артист Михаил Черняк), сценической речи, сценическому движению и импровизации. Также в этом году впервые отборочные туры стали открытыми для широкой публики. И в 2011 году организаторы конкурса провели первый Большой благотворительный концерт молодёжных театров для воспитанников детских домов Санкт-Петербурга, где творческие коллективы продемонстрировали лучшие номера «Театрального Боя».
В 2012 году была отменена театральная визитная карточка как задание к первому раунду. Вместо этого участникам было предложено показать зачин на общую тему Боя. С тех пор стилизация шоу-программы начала постепенно переходить во внутреннее содержание номеров молодёжных театров, чего раньше не было.
В 2013 году при поддержке театра-студии «М-арТ» и тогдашнего художественного руководителя, актёра Театра Славы Полунина Вадима Амирханова в шоу-программу «Театрального Боя» на всех её этапах (от начала и до конца) были введены «персонажи», «люди театра», клоуны, продолжатели клоунской традиции Вячеслава Полунина. Персонажи встречали гостей, были героями видео-отбивок, вручали призы и общались с жюри, артистами и ведущими. С тех пор подобные связующие герои стали неотъемлемым элементом шоу-программы Боя.
В этом же году в качестве члена жюри к конкурсу присоединяется режиссёр и педагог из Кембриджа — Paul Bourne.
В 2014 году было проведено 2 абсолютно новых мероприятия: фестиваль победителей прошлых лет конкурса — «Театральный бой. The best», где победители Боя прошлых лет демонстрировали отрывки из своих спектаклей, и уникальная «дочка» конкурса «Театральный Бой. Король импровизации».
«Король импровизации» — абсолютно новый уникальный формат театрального шоу, который до 2014 года в России не использовался. Это конкурс, где дуэты актёров в нескольких раундах выполняют задания по театральной импровизации. Принять участие в конкурсе могут как профессиональные, так и любительские актёры из любой страны, говорящие на русском языке. Первый же «Театральный Бой. Король импровизации» прошел в Театре юных зрителей имени А. А. Брянцева с огромнымным успехом, собрав 800 человек в зрительном зале. С первого же года конкурс стал международным. В нём приняли участие актёры из Финляндии, Украины и России. Победителями же и «Королями импровизации» стали два студента.
КМАЭЦИ им. Л. И. Утёсова г. Киев (Украина). Получив ошеломляющий успех со стороны зрителей, конкурс было решено разбить на этапы и проводить несколько раз в год.
С 2015 года конкурс «Театральный Бой. Король импровизации» проводится 4 раза в год и состоит из 3-х отборочных сезонов (осенний, зимний, весенний) и Большого Финала, который традиционно проходит в конце весны в Санкт-Петербурге.
В августе 2016 года организаторы шоу-проекта провели интенсивный актерских курс «Школа Театрального Боя».
В конце 2017 года руководство шоу-проекта запустило еще один подпроект — «Театральные Бои. Видеолига».
В 2018-2019 гг. вышла еще одна версия проекта - YouTube шоу талантов актеров «Театральный Бой», которое получило поддержку Фонда президентских грантов, съемка проходила в Москве и Санкт-Петербурге.
С 2022 года - акцент проекта перенесен с актеров на режиссеров, на выявление и демонстрацию их таланта и мастерства. В этом году был запущен новый подпроект под названием «Театральный Бой. Битва режиссёров»

## Серия проектов Театрального Боя
1. «Театральный Бой. Классика» — соревнование театральных трупп в нескольких раундах. В одной игре принимает участие 4-5 театральных коллективов (команд). Большинство раундов представляют собой показ театральных (драматических или эстрадных) миниатюр, которые командой готовятся заранее. В каждой игре есть 1 или 2 раунда на импровизацию. Данный формат существует с 2007 года.
2. «Театральный Бой. Король импровизации» — соревнование актёрских дуэтов в нескольких раундах театральной импровизации. Этот подпроект вырос из импровизационного раунда «Предлагаемые обстоятельства», который проводился на «Театральном Бое. Классика» с 2008 года. Проходит 4 раза в год и состоит из трех сезонов (осенний, зимний, весенний) и Большого Финала. В Большой Финал попадают победители и призеры 3-х сезонов года. Все задания или раунды основываются на этюдах и классических упражнениях театральных вузов. Задания направлены на раскрытие актёрского мастерства и способность участников к комедийной импровизации, конкурсанты их получают прямо на сцене. Компетентное жюри, состоящее из режиссёров и известных актёров, оценивает отдельно актёрское мастерство и отдельно оригинальность «идеи», поднимая соответствующие оценки после каждого раунда. Данный формат существует с 2014 года.
3. «Театральный Бой. Видеолига» — 20-минутные импровизационные актёрские баттлы на канале проекта в Youtube, как альтернатива Versus Battle. Участвуют лучшие актёрские дуэты разных сезонов, в том числе не прошедшие в Большой Финал «Короля импровизации». Данный формат существует с 2017 года.
4. Шоу талантов актеров «Театральный Бой». Впервые в России популярный формат «шоу талантов» был запущен для театральных актеров. Трансляция проекта была опубликована на YouTube. Участие принимали дуэты актеров театров Москвы и Санкт-Петербурге. Конкурсантам необходимо было продемонстрировать свой драматический дар, комедийный талант, умение импровизировать и существовать в эстрадном жанре. На каждом этапе участников ждали задания, раскрывающие их актёрский талант с разных сторон. От выпуска к выпуску дуэты отсеивались и в конце был выявлен один дуэт-победитель.
5. «Театральный Бой. Битва режиссёров».  В этом варианте проекта в центре внимания оказываются люди, от которых зависит все в постановках спектаклей - режиссеры. Цель - показать личность творца, его почерк, приемы.

## Жюри конкурса

### 2007 год
1. КРАСКО ИВАН ИВАНОВИЧ — н.а. России, артист театра и кино, ведущий актёр театра им. В. Комиссаржевской, Лауреат Царскосельской художественной премии (2003);
2. ПРОХОРОВ ВАДИМ ВЛАДИМИРОВИЧ — артист театра и кино, актёр театра «Комедианты», ведущий авторской программы на радио «Хит»;
3. МАКОВ АЛЕКСАНДР АНАТОЛЬЕВИЧ — артист театра и кино, актёр «Театра Дождей»;
4. КАМЕНЕЦКИЙ ЕФИМ АЛЕКСАНДРОВИЧ — н.а. России, актёр театра им. В. Комиссаржевской;
5. РУХЛЯ СВЕТЛАНА ПЕТРОВНА — журналист, историк театра.

### 2008 год
1. КРАСКО ИВАН ИВАНОВИЧ — председатель жюри,
2. ТКАЧ ТАТЬЯНА — н.а. России, лауреат Государственной премии России, актриса Театра на Литейном,
3. КАРПОВА ВЕРА АЛЕКСАНДРОВНА — н.а. России, актриса Театра Комедии,
4. КАРЕЛИНА ГАЛИНА ТИМОФЕЕВНА — н.а. России, актриса Александринского театра,
5. СЫТНИК СЕМЁН СЕМЁНОВИЧ — з.а. России, актёр Александринского театра,
6. ЧЕРНЯК МИХАИЛ ГЕННАДЬЕВИЧ — актёр и режиссёр Молодёжного театра, сценарист, обладатель нескольких призов за моноспектакли,
7. БАРГМАН АЛЕКСАНДР — актёр и режиссёр «Такого театра», лауреат Государственной премии,
8. ЛУШИН АЛЕКСАНДР — актёр и режиссёр «Такого театра», сценарист и музыкант.

### 2009 год
1. КРАСКО ИВАН ИВАНОВИЧ — председатель жюри,
2. МАЗУРКЕВИЧ ИРИНА СТЕПАНОВНА — н.а. РФ, актриса театра и кино,
3. ЛУППИАН ЛАРИСА РЕГИНАЛЬДОВНА — н.а. РФ, актриса театра им. Ленсовета,
4. УРГАНТ АНДРЕЙ ЛЬВОВИЧ — актёр театра и кино, телеведущий, шоумен,
5. ЧЕРНЯК МИХАИЛ ГЕННАДЬЕВИЧ — актёр и режиссёр Молодёжного театра, сценарист, обладатель нескольких призов за моноспектакли
6. ГРОМАДСКИЙ РОМАН БОРИСОВИЧ — н.а. РСФСР, актёр театра «Балтийский дом», советник ректора, профессор Санкт-Петербургского Гуманитарного университета профсоюзов,
7. ВАХА АРТУР ВИКТОРОВИЧ — з.а. РФ, актёр театра и кино,
8. АМИРХАНОВ ВАДИМ — артист театра Полунина, педагог .

### 2010 год
1. ИВАН ИВАНОВИЧ КРАСКО — н.а. РФ, актёр Театра им. Комиссаржевской — председатель жюри,
2. МАЗУРКЕВИЧ ИРИНА СТЕПАНОВНА — н.а. РФ, актриса театра и кино,
3. СЫТНИК СЕМЁН СЕМЁНОВИЧ — з.а. РФ, артист Александринского театра,
4. МИХАИЛ ГЕННАДЬЕВИЧ ЧЕРНЯК — з.а. РФ, актёр и режиссёр Молодёжного театра, сценарист,
5. УТЕГАНОВ АЛЕКСЕЙ АЛЕКСАНДРОВИЧ — актёр и режиссёр Театра на Васильевском,
6. ВАДИМ АМИРХАНОВ — артист театра Полунина, педагог,
7. АНДРЕЙ ЛЬВОВИЧ УРГАНТ — актёр театра и кино, телеведущий, шоумен,
8. ГАЛИНА БЫЗГУ — режиссёр, педагог СПбГАТИ,
9. АНАСТАСИЯ ТИЛИНА — актриса «Театра Дождей», режиссёр театра-студии «М-арТ» (СЗАГС) — победителя «Театрального Боя-2009»

### 2011 год
1. ИВАН ИВАНОВИЧ КРАСКО — н.а. РФ, актёр Театра им. Комиссаржевской — председатель жюри,
2. МИХАИЛ ГЕННАДЬЕВИЧ ЧЕРНЯК — з.а. РФ, актёр и режиссёр Молодёжного театра, сценарист,
3. ВАДИМ АМИРХАНОВ — артист театра Полунина, педагог,
4. АНДРЕЙ ЛЬВОВИЧ УРГАНТ — актёр театра и кино, телеведущий, шоумен,
5. ЭМИЛИЯ СПИВАК — актриса театра и кино,
6. СЫТНИК СЕМЁН СЕМЁНОВИЧ — з.а. РФ, актёр Александрийского театра, ректор «Школы русской драмы»

### 2012 год
1. ИВАН ИВАНОВИЧ КРАСКО — н.а. РФ, актёр Театра им. Комиссаржевской — председатель жюри,
2. МИХАИЛ ГЕННАДЬЕВИЧ ЧЕРНЯК — з.а. РФ, актёр и режиссёр Молодёжного театра, сценарист,
3. ВИКТОР КРАМЕР — известный российский театральный режиссёр,
4. АНДРЕЙ УРГАНТ — актёр театра и кино, телеведущий, шоумен,
5. АННА АЛЕКСАХИНА — н.а. РФ, актриса театра и кино, актриса Академического театра имени Ленсовета,
6. ВАДИМ АМИРХАНОВ — артист театра Полунина, педагог,
7. БИЛЛИ НОВИК — лидер группы Billy’s Band
8. АЛЁНА БИККУЛОВА — артистка театра и кино, певица, композитор,
9. ЗОЯ БУРЯК — з.а. РФ, актриса театра и кино

### 2013 год
1. Иван Иванович Краско — н.а. РФ, актёр Театра им. Комиссаржевской — председатель жюри,
2. Алиса Шер — продюсер, известная радиоведущая
3. Анастасия Мельникова — актриса театра и кино
4. Михаил Черняк — з.а. России, актёр и режиссёр Молодёжного театра на Фонтанке
5. Paul Bourne — режиссёр театра Menagerie в Кембридже, Великобритания
6. Семён Сытник — н.а. РФ, актёр Александрийского театра, директор «Школы русской драмы»
7. Вадим Амирханов — артист театра Полунина, режиссёр, педагог

### 2014 год
1. Михаил Черняк — з.а. России, актёр и режиссёр Молодёжного театра на Фонтанке
2. Сергей Барковский — з.а. России, актёр театра и кино, актёр Молодёжного театра на Фонтанке
3. Вадим Амирханов — артист театра Полунина, режиссёр, педагог
4. Paul Bourne — режиссёр театра Menagerie в Кембридже, Великобритания
5. Галина Карелина — н.а. России, актриса Александринского театра
6. Лариса Грачева — профессор кафедры актерского искусства СПбГАТИ, доктор искусствоведения, руководитель актерского курса СПбГАТИ при ТЮЗе им. Брянцева
7. Максим Соколов — член гильдии театральных режиссёров РФ, актер и режиссёр лаборатории ON.Театр

### 2015 год
(все сезоны года)
1. Михаил Черняк — з.а. России, актёр и режиссёр Молодёжного театра на Фонтанке
2. Семен Сытник — з.а. России, актер Александринского Театра
3. Андрей Ургант — актёр театра и кино, телеведущий, шоумен
4. Денис Хусниярорв — режиссер Театра на Васильевском
5. Вадим Амирханов — артист театра Полунина, режиссёр, педагог
6. Надежда Толубеева — актриса театра и кино
7. Максим Студеновский — актер театра и кино
8. Андрей Феськов — актер театра и кино, лауреат высшей театральной премии Петербурга «Золотой софит»
9. Андрей Прикотенко — театральный режиссер, Лауреат высшей театральной премии Петербурга «Золотой софит»
10. Екатерина Гроховская — актриса театра и кино, режиссер, театральный педагог
11. Арвид Зеланд — руководитель курса актеров драмы РГИСИ, режиссер
12. Ирина Полянская — актриса театра и кино, учредитель «Такого театра»

### 2016 год
(все сезоны года)
1. Михаил Черняк — з.а. России, актёр и режиссёр Молодёжного театра на Фонтанке
2. Семен Сытник — з.а. России, актер Александринского Театра
3. Андрей Ургант — актёр театра и кино, телеведущий, шоумен
4. Григорий Козлов — театральный режиссер, мастер актерского курса РГИСИ
5. Денис Хусниярорв — режиссер Театра на Васильевском
6. Paul Bourne — режиссёр театра Menagerie в Кембридже, Великобритания
7. Игорь Коняев — театральный режиссер, лауреат высших театральных премий «Золотая Маска» и «Золотой софит»
8. Максим Соколов — член гильдии театральных режиссёров РФ, актер и режиссёр лаборатории ON.Театр
9. Александр Кладько — режиссер театра и кино
10. Андрей Прикотенко — театральный режиссер, Лауреат высшей театральной премии Петербурга «Золотой софит»

### 2017 год
(все сезоны года)
1. Иван Краско — н.а. России, актер театра и кино
2. Михаил Черняк — з.а. России, актёр и режиссёр Молодёжного театра на Фонтанке
3. Семен Сытник — з.а. России, актер Александринского Театра
4. Андрей Ургант — актёр театра и кино, телеведущий, шоумен
5. Денис Хуснияров — режиссер Театра на Васильевском
6. Лариса Луппиан — н.а. России, актриса театра и кино
7. Ирина Мазуркевич — н.а. России, актриса театра и кино
8. Семен Альтов — советский и российский писатель-сатирик, сценарист. Заслуженный деятель искусств РФ
9. Зоя Буряк — з.а. России, актриса театра и кино
10. Сергей Барковский — з.а. России, актер театра и кино
11. Александр Кладько — режиссер театра и кино
12. Андрей Прикотенко — театральный режиссер, Лауреат высшей театральной премии Петербурга «Золотой софит»
13. Максим Соколов — член гильдии театральных режиссёров РФ, актер и режиссёр лаборатории ON.Театр
14. Андрей Сидельников — театральный режиссер, актер театра и кино, педагог по театральной импровизации
15. Руслан Нанава — театральный режиссер
16. Сергей Соболев — актер театра и кино, педагог по театральной импровизации, основатель театра импровизация «Театр 05»
17. Арсений Мыцык — актер театра и кино, победитель проекта «Театральный Бой. Король Импровизации 2017»
18. Андрей Корионов — театральный режиссер
19. Инна Шлионская — кастинг-директор
20. Андрей Шимко - театральный режиссер, актер театра и кино

c 2018 года
1. Михаил Черняк — з.а. России, актёр и режиссёр Молодёжного театра на Фонтанке
2. Андрей Ургант — актёр театра и кино, телеведущий, шоумен
3. Владимир Стержаков - з.а. России
4. Семен Альтов — советский и российский писатель-сатирик, сценарист. Заслуженный деятель искусств РФ
5. Зоя Буряк — з.а. России, актриса театра и кино
6. Михаил Смирнов - российский артист эстрады, юморист, музыкант, актер, режиссер
7. Андрей Сидельников — театральный режиссер, актер театра и кино, педагог по театральной импровизации
8. Максим Соколов — член гильдии театральных режиссёров РФ, актер и режиссёр лаборатории ON.Театр
9. Наталья Медведева - телеведущая, актриса
10. Наталья Бочкарева - актриса
11. Андрей Феськов — актер театра и кино, лауреат высшей театральной премии Петербурга «Золотой софит»
12. Ольга Кузина - з.а. России, актриса театра и кино
13. Светлана Щедрина - актриса театра и кино
14. Искандер Сакаев - театральный режиссер
15. Денис Хуснияров — театральный режиссер
16. Андрей Шимко - театральный режиссер, актер театра и кино
17. Инна Шлионская — кастинг-директор
18. Ириина Полянская - актриса театра и кино
19. Вячеслав Дьяченко - актер театра и кино, театральный критик
20. Анастасия Жура - кинорежиссер

## Участники конкурса

### 2007 год
1. Театр-студия «М-арТ» (Северо-Западная академия государственной службы),
2. «Театр Плюс» (Санкт-Петербургский государственный инженерно-экономический университет) — победитель,
3. Театр-студия «Пространство игры» (Петербургский Государственный Университет Сообщения),
4. Театральная студия «ЭРА» (Санкт-Петербургский институт гуманитарного образования),

### 2008 год
1. Театр-студия «М-арТ» (Северо-Западная академия государственной службы),
2. Театр-студия «Alle Я»,
3. Общественная организация Санкт-Петербурга «Содружество Творческой Молодёжи (СТМ)» — победитель,
4. Театр-студия «Пространство игры» (Петербургский Государственный Университет Сообщения) .

### 2009 год
1. Театр-студия «М-арТ» Северо-Западной академии государственной службы — победитель,
2. Студенческий театр «ТТТ» СПб государственного университета экономики и финансов,
3. Студенческий театр «Театр Имени Меня» СПб государственного университета информационных технологий, механики и оптики,
4. Театральная студия «НЕО» СПб государственного морского технического университета (Корабелка),
5. Театральная студия «Реактив» СПб государственного политехнического университета.

### 2010 год
1. Театр-студия «ИГРИЩЕ» (Объединение подростково-молодёжных клубов Центрального района «ПЕРСПЕКТИВА», Подростково-молодёжный клуб «ГОРИЗОНТ») — победитель,
2. Студенческий театр «ТТТ» (СПб государственный университет экономики и финансов),
3. Театр-студия «Masque» (ГОУ СОШ № 603 Фрунзенского района),
4. Театральная студия «Без занавеса» (театр-школа «Образ»),
5. Театральная студия «НеФормат» (СПб институт Гуманитарного Образования)

### 2011 год
1. Студенческий театр «ТТТ» (СПб государственный университет экономики и финансов),
2. Театральная студия «Без занавеса» (театр-школа «Образ»),
3. Театр-студия «М-арТ» Северо-Западной академии государственной службы,
4. Театр-студия «Народные артисты» — победитель
5. Театр-студия «Утраченный разум»

### 2012 год
1. Театр-студия «М-арТ» (РАНХиГС) — победитель,
2. Театр-студия «Игрish`e»,
3. Театр-студия «Plastilin»
4. Театр-студия «Утраченный разум»
5. НЕтеатр-студия «Нервные люди» (ИНЖЭКОН)

### 2013 год
1. Театр-студия «Душа»
2. Театр -студия «Скаена» (г. Москва) -Школа актёрского мастерства Скаена)
3. Театр-студия «Лимоны»
4. Творческое объединение «Утраченный разум» — победитель.

ЛУЧШАЯ АКТРИСА: Анна Шиляева (театр-студия «Душа») и Юлия Гаттарова (Утраченный разум)
ЛУЧШИЙ АКТЁР: Максим Артеменков (Утраченный разум).

### 2014 год
Всего приняли участие (включая отборочные туры) — 59 дуэтов актеров с России, Финляндии и Украины. Победителем стал дуэт из Киева — Александр Талаленко и Кирилл Ганин, выпускники актерского факультета КМАЭЦИ им. Л. И. Утёсова, г. Киев.

### 2015 — настоящее время
Участие в Театральном Бое приняли более 150 дуэтов, включая актеров известных театров Санкт-Петербурга: «Мастерская», «Буфф», Театр Комедии им. Акимова, Театр на Васильевском, Театр Эстрады им. А. Райкина, Молодежный Театр на Фонтанке, Театр им. Комиссаржевской, театр Петербург-Концерта и др.
Победители Больших Финалов:
2016 год — Арсений Мыцык (актер Театра на Васильевском), Роберт Студеновский (театр «Мастерская»)
2017 год — Игорь Клычкой и Андрей Горбатый (театр «Мастерская»)
2019 год - Антон Красиков и Кирилл Долгов (театр «АРТ»)

## Статистика
УЧАСТНИКИ: с 2007 по 2013 год в Театральном Бое приняли участие 51 любительский театр, что составляет более 1000 человек, с 2014 по настоящее время в Театральном Бое — участие приняли около 300 человек.
ЗРИТЕЛИ: с 2007 по 2014 год шоу-проект посмотрели в зрительном зале — примерно 4000 человек, с 2015 по настоящее время в зрительном зале - примерно 6000 человек.
КОЛИЧЕСТВО МЕРОПРИЯТИЙ с 2007 года по настоящее время:
- «Театральный Бой. Классика» — 7
- «Театральный Бой. Король Импровизации» — 13
- «Большой Благотворительный концерт Театрального Боя» — 1
- «Школа Театрального Боя» (выездной интенсивный курс) — 1
- «Школа Театрального Боя» (городской курс) — 1
- Театральный концерт «Театральный Бой. The best» — 1
- «Театральный Бой. Квартирник» — 1
- «Театральный Бой. Видеолига»  — 2 сезона на YouTube
- Шоу талантов актеров «Театральный Бой» - 2 сезона и финал (15 выпусков)
- Творческие встречи с театральными режиссерами и актерами — 5
- Мастер-классы по актерскому мастерству, импровизации, сценическому движению и др. - 30

ЧЛЕНЫ ЖЮРИ: заслуженные и народные артисты, режиссеры, театральные педагоги, представители кастинговых агентств — 60 человек